# Mestno omrežje
Mestno omrežje (MAN) je računalniško omrežje, ki povezuje uporabnike z računalniškimi viri na geografskem območju ali v regiji, ki je večja od območja lokalnega omrežja (LAN), a manjša od območja prostranega omrežja (WAN). Izraz mestno omrežje se uporablja za povezavo različnih omrežij v mestu v večje omrežje (ki se lahko povezuje tudi s prostranim omrežjem). Izraz se uporablja tudi za povezavo več lokalnih mrež, ki se povezujejo preko hrbtenčnih linij. Za tovrstno omrežje se občasno uporablja tudi izraz omrežje na kampusu.